# Ота, Такуя
Такуя Ота (яп. 太田拓弥; род. 2 января 1970, Сингу, Вакаяма) — японский борец вольного стиля, призёр Азиатских игр, бронзовый призёр летних Олимпийских игр 1996 года в Атланте.

## Карьера
Выступал в полусредней весовой категории (до 74 кг). В 1994 году стал серебряным призёром летних Азиатских игр в Хиросиме.
На летних Олимпийских играх 1996 года в Атланте Ота победил мексиканца Фелипе Гузмана, белоруса Игоря Козыря, и проиграл южнокорейцу Паку Джан Суну. Затем японец победил представителя Македонии Валерия Верхушина, румына Виктора Пейкова, американца Кенни Мондэя, болгарина Пламена Паскалева и завоевал олимпийскую бронзу.